# Prueba de Gmelin
La prueba de Gmelin es una prueba química que se utiliza para detectar la presencia de pigmentos biliares en la orina. Lleva el nombre de Leopold Gmelin, quien introdujo la prueba. Se agregan lentamente cinco mililitros de orina a cinco mililitros de ácido nítrico concentrado en un tubo de ensayo. Los anillos de diferentes colores entre las dos capas son visibles si hay pigmentos biliares presentes, ya que se oxidan a varios productos químicos. El ácido nítrico se utiliza como agente oxidante. Se ven anillos azules, verdes y violetas si hay bilirrubina. La prueba de Gmelin no es sensible, por lo que un resultado positivo siempre indica la presencia de pigmentos biliares, pero un resultado negativo no excluye la presencia de pequeñas cantidades de pigmentos biliares.